# Conna Castle
Conna Castle (irisch-gälisch: Caisleán Chonaithe) ist ein fünfstöckiges Tower House auf einem Kalksteinfelsen im Dorf Conna (Conaithe) an den Ufern des River Bride in der Nähe der Stadt Fermoy im irischen County Cork.

## Geschichte
1554 ließen die FitzGeralds, Earls of Desmond, mit dem Bau von Conna Castle auf einem hohen Kalksteinfelsen über dem Fluss beginnen. Der Bau wurde 10 Jahre später fertiggestellt. Die Burg und ihr Anwesen wurden von den Engländern eingenommen und gelangten in die Hände von Sir Walter Raleigh, dem englischen Siedler. Der rechtmäßiger Erbe der Burg, James FitzThomas (der Sugán Earl) brach eine Rebellion vom Zaun, um die Burg zurückzuerlangen. Die Rebellion schlug fehl und FitzThomas wurde im Tower of London eingesperrt. Die Burg ging dann durch eine Reihe von Händen und kam schließlich in den Besitz des Earl of Cork. Oliver Cromwell soll an der Burg vorbeigezogen sein und Kanonen auf sie abfeuern lassen, bevor er weiterzog. 1653 brach ein Brand in der Burg aus, bei dem drei der Töchter des Stewards ums Leben kamen. Weiterhin wechselte die Burg oft ihren Besitzer. 1851 kaufte sie Hilary L’Estrange. Dieser vererbte sie seinem Sohn, Reverend A. G. K. L’Estrange, bei dessen Tod 1915 Conna Castle als erstes Anwesen dieser Art dem Staat vermacht wurde.